# St. Michael (Ludwigsstadt)

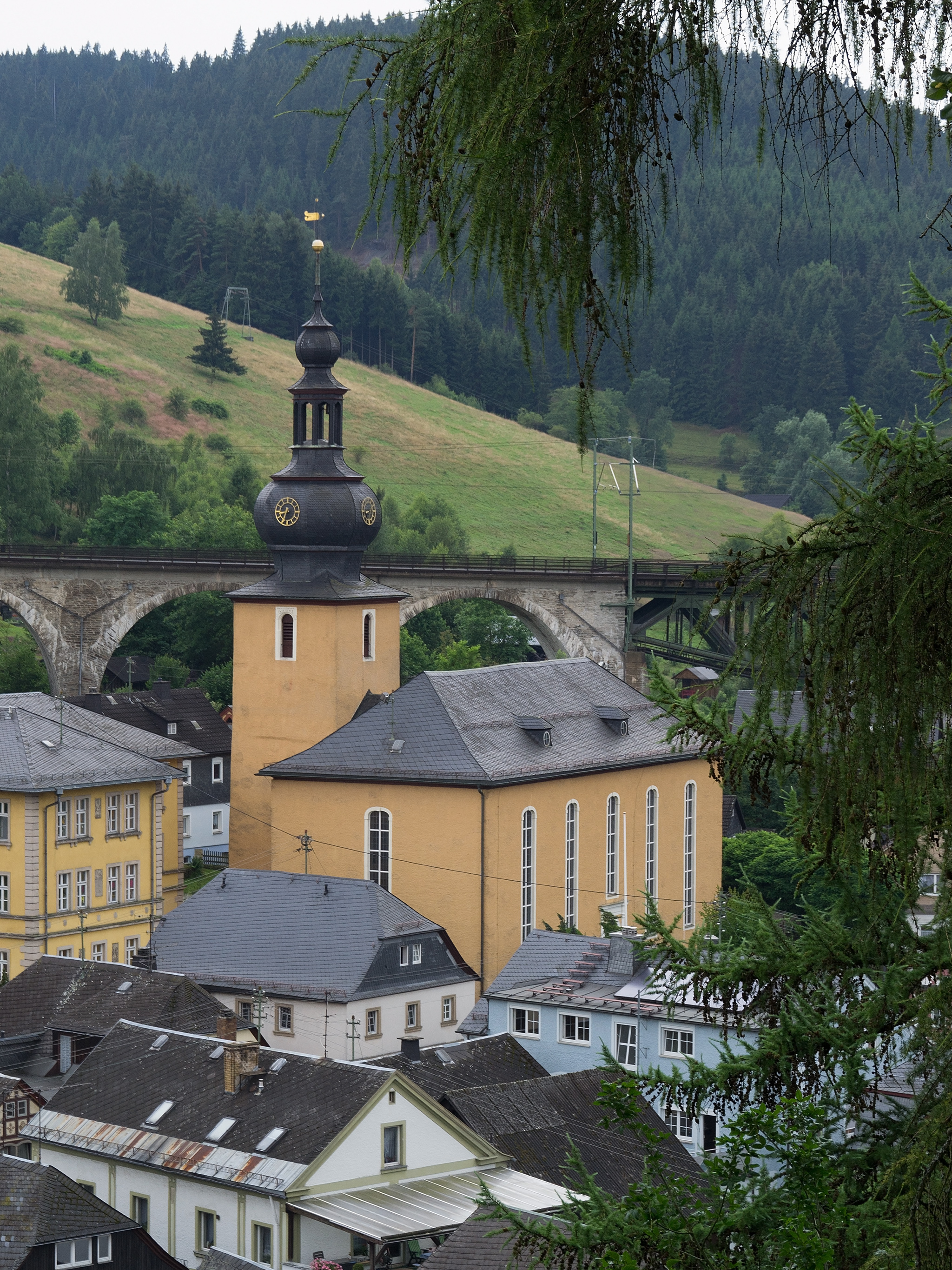
St. Michael in Ludwigsstadt

Die evangelische, denkmalgeschützte Pfarrkirche St. Michael steht in Ludwigsstadt, einer Landstadt im Landkreis Kronach (Oberfranken, Bayern). Die Turmuntergeschosse der Kirche sind spätmittelalterlich. Einen eigenen Pfarrer besaß der Ort schon 1337. Die Pfarrei gehört zum Dekanat Kronach-Ludwigsstadt im Kirchenkreis Bayreuth der Evangelisch-Lutherischen Kirche in Bayern.

## Beschreibung
Vom Vorgängerbau, der mittelalterlichen Kirche steht noch der Kirchturm, der 1571 um ein Geschoss aufgestockt wurde, das den Glockenstuhl mit vier Kirchenglocken beherbergt, und mit einer schiefergedeckten Welschen Haube bedeckt, die die Turmuhr beherbergt. An den Kirchturm wurde in den Jahren 1791/92 das quergerichtete, mit einem Walmdach bedeckte Kirchenschiff im Markgrafenstil angebaut, dessen Innenraum mit doppelstöckigen Emporen an drei Seiten ausgestattet ist. Der klassizistische Kanzelaltar wurde 1792 gebaut. Die Orgel wurde 1968 von Paul Ott gebaut.